# Marta Lach
Pour les articles homonymes, voir Lach.

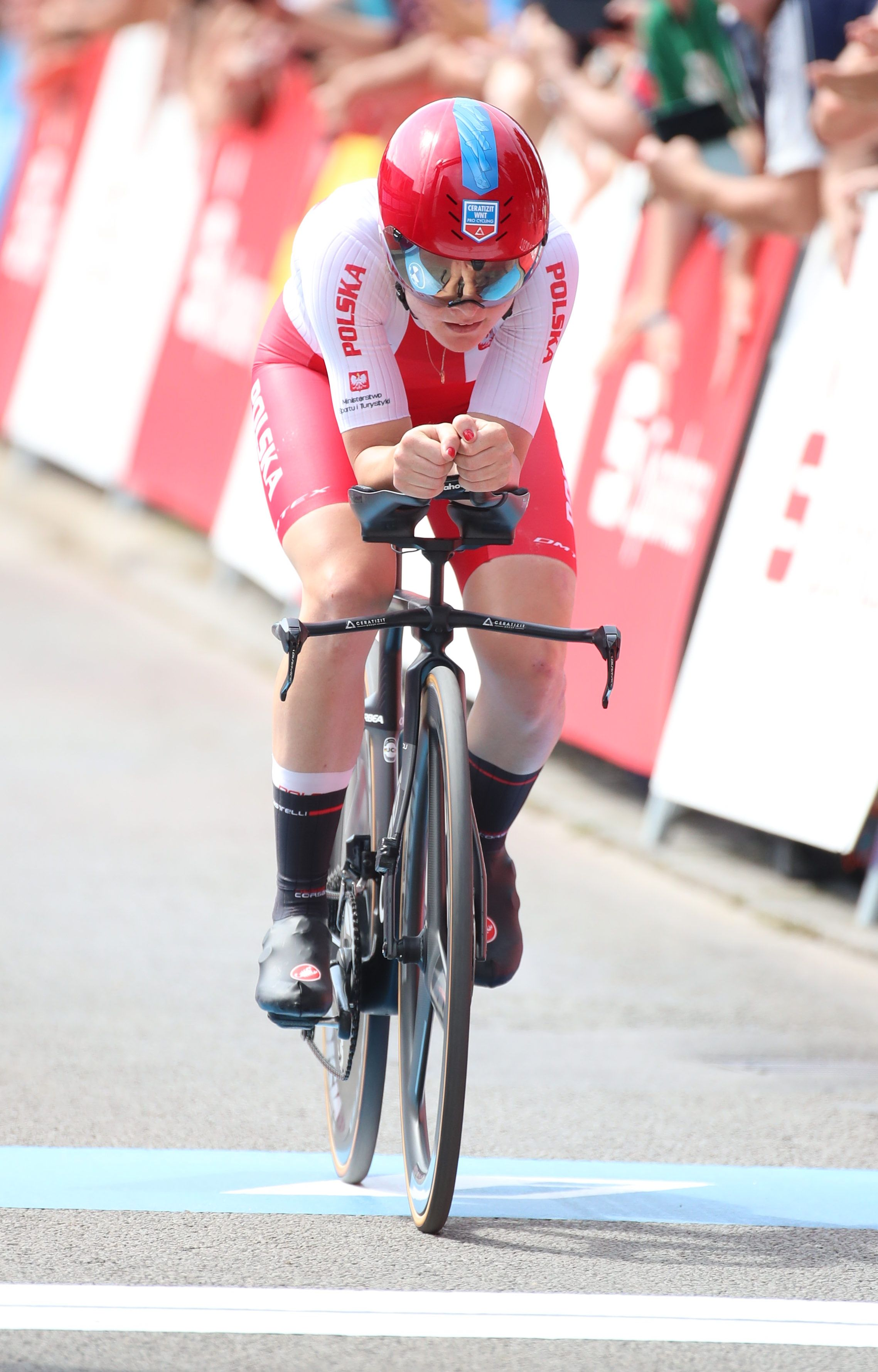
Lach aux championnats d'Europe de 2022.

Marta Lach, née le 26 mai 1997 à Grudziądz, est une coureuse cycliste professionnelle polonaise.

## Biographie

### Carrière
En 2014, Marta Lach est championne de Pologne sur route juniors (moins de 19 ans). Elle est ensuite régulièrement sélectionnée aux championnats du monde et d'Europe, décrochant plusieurs tops 10 dans les catégories de jeune. En 2019, elle rejoint l'équipe CCC-Liv et gagne une étape du Festival Elsy Jacobs. La même année, aux championnats d'Europe sur route espoirs (moins de 23 ans), elle remporte au sprint la médaille d'argent dans la course en ligne derrière Letizia Paternoster. 
En 2020, elle devient au sprint championne de Pologne sur route, puis remporte également les titres nationaux sur la course de côte et le contre-la-montre par équipes. Au Grand Prix de Plouay, elle est septième de la course.  
En 2021, elle signe avec l'équipe World Tour Ceratizit-WNT. Elle remporte la  La Picto-Charentaise et participe à la course en ligne aux Jeux olympiques de Tokyo où elle se classe 18e. L'année suivante, elle participe au premier Tour de France Femmes, mais abandonne. Lors de cette année 2022, elle gagne une étape du Bretagne Ladies Tour, puis termine deuxième du Trofeo Oro in Euro, du Tour de Thuringe et du championnat de Pologne du contre-la-montre. Le 9 octobre, elle s'impose lors de la troisième étape du Tour de Romandie. Il s'agit de sa première victoire sur l'UCI World Tour féminin. 
En avril 2023, elle se classe sixième de Paris-Roubaix. Par la suite, elle gagne à nouveau une étape du Bretagne Ladies Tour, puis termine deuxième du championnat de Pologne du contre-la-montre à 13 secondes d'Agnieszka Skalniak-Sójka. Elle passe tout proche d'un succès sur une classique World Tour, en prenant au sprint la deuxième place de la Classic Lorient Agglomération derrière Mischa Bredewold. Dans la foulée, elle gagne coup sur coup le Grand Prix de Fourmies et le Grand Prix de Wallonie.
En 2024, elle réalise sa meilleure saison jusque là. Elle remporte les deux courses du Festival Elsy Jacobs au Luxembourg. Elle est ensuite deuxième de la Classique Morbihan et troisième du Grand Prix du Morbihan Féminin. De nouveau sélectionnée pour les Jeux olympiques d'été à Paris, elle termine 18e du contre-la-montre et 10e de la course en ligne. En fin de saison, elle remporte deux étapes et la classement général du Tour de l'île de Chongming, son premier succès final sur une World Tour.
Pour la saison 2025, elle déroche un contrat avec l'équipe numéro une mondiale SD Worx-Protime. 

### Vie privée
Marta Lach a cinq frères. Son plus jeune frère Michał est également cycliste. En octobre 2020, les deux participent à l'édition polonaise de Money Drop. Elle étudie les sciences du sport à l'Université des sports de Cracovie.

## Palmarès sur route

### Par années
- 2014
  -  Championne de Pologne sur route juniors
- 2015
  - 8e du championnat d'Europe sur route juniors
- 2017
  - 8e du championnat d'Europe sur route espoirs
- 2018
  -  Championne du monde universitaire sur route
- 2019
  - 1re étape du Festival Elsy Jacobs
  -  Médaillée d'argent du championnat d'Europe sur route espoirs
  - 3e du championnat de Pologne sur route
  - 3e de la Classique féminine de Navarre
- 2020
  -  Championne de Pologne sur route
  - 7e du Grand Prix de Plouay
- 2021
  - La Picto-Charentaise
- 2022
  - 5e étape du Bretagne Ladies Tour
  - 3e étape du Tour de Romandie
  - 2e du Trofeo Oro in Euro
  - 2e du Tour de Thuringe
  - 2e du championnat de Pologne du contre-la-montre
- 2023
  - 1re étape du Tour de Bretagne
  - Grand Prix de Fourmies
  - Grand Prix de Wallonie
  - 2e de la Classic Lorient Agglomération
  - 6e de Paris-Roubaix
- 2024
  - Festival Elsy Jacobs à Garnich
  - Festival Elsy Jacobs à Luxembourg
  - Tour de l'île de Chongming : 
    - Classement général
    - 2e et 3e étapes

  - 2e de la Classique Morbihan
  - 3e du Grand Prix du Morbihan Féminin
  - 3e du Tour du Guangxi
  - 10e de la course en ligne des Jeux olympiques
- 2025
  - Nokere Koerse
  - Festival Elsy Jacobs à Garnich

### Résultats sur les grands tours

#### Tour d'Italie
3 participations
- 2019 : 47e
- 2021 : 24e
- 2022 : 34e

#### Tour de France
3 participations
- 2022 : non-partante ([[6e étape du Tour de France Femmes 2022|6e étape]])
- 2023 : 51e
- 2024 : non-partante ([[6e étape du Tour de France Femmes 2024|6e étape]])

### Classements mondiaux
| Année                                 | 2017 | 2018 | 2019 | 2020 | 2021 | 2022 | 2023 | 2024 |
| ------------------------------------- | ---- | ---- | ---- | ---- | ---- | ---- | ---- | ---- |
| Classement UCI                        | 198e | 823e | 121e | 58e  | 127e | 57e  | 27e  | 16e  |
| UCI World Tour                        | nc   | nc   | 135e | 56e  | 114e | 85e  | 33e  | 22e  |
|                                       |      |      |      |      |      |      |      |      |
| Légende : nc = non classéSource : UCI |      |      |      |      |      |      |      |      |